# Asthena
Asthena es un género de polilla perteneciente a la familia Geometridae, descrito por primera vez por Jacob Hübner en 1825, con una amplia distribución en Europa y Asia.

## Descripción
Generalmente son polillas de color de fondo blanco. Las celdas discales de ambas alas son cortas. Las cuatro alas tienen dos areolas pequeñas como en el género Manoa. Las antenas son gruesas con antenómeros cortos e incisiones intersegmentarias. El género a menudo se confunde con Scopula e Idaea, ambos de tamaño pequeño y blanquecino. Las especies de Asthena se diagnostican por los dos pares cercanos de espolones traseros más largos en ambos sexos y por su morfología genital.

## Especies
El género Asthena cuenta con 22 especies reconocidas en el Paleártico y 5 especies en la región del Indo-Pacífico:
- Asthena albidaria (Leech, 1897)
- Asthena albosignata (Moore, 1888)
- Asthena albulata (Hufnagel, 1767)
- Asthena amurensis (Staudinger, 1897)
- Asthena anseraria (Herrich-Schäffer, 1855)
- Asthena argyrorrhytes Prout, 1916
- Asthena defectata Christoph, 1880
- Asthena distinctaria Leech, 1897
- Asthena hamadryas Inoue, 1976
- Asthena lactularia (Herrich-Schäffer, 1855)
- Asthena lacturaria (Herrich-Schäffer, 1855)
- Asthena lassa Prout, 1926
- Asthena livida (Warren, 1896)
- Asthena melanosticta Wehrli, 1924
- Asthena nymphaeata Staudinger, 1897
- Asthena octamacularia Leech, 1897
- Asthena ochrifasciaria (Leech, 1897)
- Asthena opedogramma (Prout, 1926)
- Asthena plenaria (Leech, 1897)
- Asthena sachalinensis Matsumura, 1925
- Asthena straminearia Leech, 1897
- Asthena subditaria Warren, 1906
- Asthena tchratchraria (Oberthür, 1893)
- Asthena undulata (Wileman, 1915)
- Asthena yargongaria Oberthür, 1916